# Diocèse de Pamiers
Le diocèse de Pamiers est un ancien diocèse français dans la province ecclésiastique de Toulouse supprimé en 1790. Il est remplacé par le diocèse de Pamiers, Couserans et Mirepoix.